# Florence and the Machine
Florence and the Machine, également stylisé Florence + the Machine, est un groupe de rock indépendant britannique, originaire de Londres, en Angleterre. Formé en 2007, il fait principalement participer Florence Welch et la claviériste Isabella Summers, accompagnées d'autres musiciens.
Depuis le début de sa carrière, Florence and The Machine a reçu le soutien de la BBC. La chaîne a en effet joué un rôle déterminant dans l'ascension du groupe grâce à son concept BBC Introducing qui a permis au groupe de se produire au festival de Glastonbury ainsi qu'aux Reading and Leeds Festivals. Leur premier album, Lungs, est sorti le 3 juillet 2009 et est resté numéro 2 dans les charts pendant 5 semaines. Leur second album Ceremonials est paru le 28 octobre 2011. Le troisième album How Big, How Blue, How Beautiful est sorti le 1er juin 2015 en France. Le quatrième album High as Hope est sorti le 29 juin 2018, et leur cinquième, Dance Fever, le 13 mai 2022.
Selon le magazine américain Rolling Stone, leur musique évoque à la fois la pop anglaise de Kate Bush, Siouxsie and the Banshees et PJ Harvey, mais aussi la soul de la période Motown.

## Biographie

### Origines et formation (2007 – 2008)
Florence Leontine Mary Welch est née le 28 août 1986 à Londres dans le quartier de Camberwell. Elle fait ses études secondaires à l'Alleyn's School de Dulwich, à Londres. Pendant cette période, la jeune fille joue de la guitare dans un groupe punk, The Toxic Cockroaches. Elle est diagnostiquée dyslexique et est aussi atteinte de dysmétrie et souffre d'insomnies. Elle poursuit ensuite ses études à la Camberwell School of Art, mais abandonne rapidement pour se consacrer à la musique.
Enfant, Florence Welch commence à chanter à l'église avant de se transformer selon ses termes en « une choriste qui a horriblement et désespérément mal tourné ».
Elle grandit en écoutant les White Stripes, son groupe préféré, ainsi que Kate Bush. Ses professeurs la réprimandent souvent parce qu'elle chante sans cesse. Sa famille possède alors une collection de vinyles conservée dans un immense coffre de bois. Jeune, Florence et son père se plaisent à monter dessus puis à danser sur des morceaux de Love, The Incredible String Band, The Smiths et The Velvet Underground. La mère de Florence écoute Tom Jones et The Monkees. La musicienne affirme que sa manière de chanter a été influencée par ces artistes. Quand elle atteint ses 13 ans, sa mère emménage avec son voisin et ses trois enfants. La chanteuse déclare : « On s'entend très bien maintenant, mais c'était un cauchemar à l'époque. J'avais l'habitude de rester dans ma chambre à danser. »
La fascination de Florence Welch pour la terreur et les atmosphères lugubres s'intensifie après le décès de ses grands-parents à quelques années d'intervalle. À 10 ans, elle assiste à la dégradation de l'état de son grand-père, puis sa grand-mère, une historienne de l'art, met fin à ses jours 4 ans plus tard.
Elle écrit des chansons métaphoriques, des « histoires à conséquences avec des étranges problèmes moraux ». Ses inspirations sont diverses,. La chanson Dog Days Are Over lui est inspirée par une installation, Kiss With a Fist parle de « donner aussi bien que tu reçois ». La jeune femme, qui s'est elle-même qualifiée de vraie geek, adore lire. Depuis décembre 2008, elle vit à Camberwell, un quartier du sud de Londres.
The Machine est le groupe de Florence Welch. À la base constitué de Florence Welch et Isabella Summers, d'autres musiciens sont venus grossir le groupe.
Le nom "Machine" vient du surnom d'Isabella Summers. Ce nom provient d'une blague entre elle et Florence à une heure de leur première montée sur scène. N'ayant toujours pas de nom de groupe, elles décident de s'appeler « Florence Robot/Isa Machine »,. Le groupe collabore également avec d'autres artistes tels que Devonté Hynes ou Calvin Harris sur les titres Spectrum et Sweet Nothing. Le premier album du groupe est produit par James Ellis Ford des Simian Mobile Disco.
Florence and the Machine a pour manager Mairead Nash, l'une des deux DJs de Queens of Noize. En décembre 2006, Nash a décidé de devenir le manager du groupe quand la chanteuse, en état d'ébriété, l'a entraînée dans les toilettes d'un des nightclubs de Nash, tout en lui chantant Something's Got a Hold On Me d'Etta James. Au début de sa carrière, Florence and the Machine perce sur la scène londonienne en effectuant une série de concerts dans des endroits tels que le Lock Tavern, le Blue Flowers et le Filthy Few. En 2008, Florence and The Machine participe au Vans Warped Tour 2008. Le titre Kiss With a Fist apparaît sur la compilation Warped Tour 2008.

### Lungs(2009 – 2010)

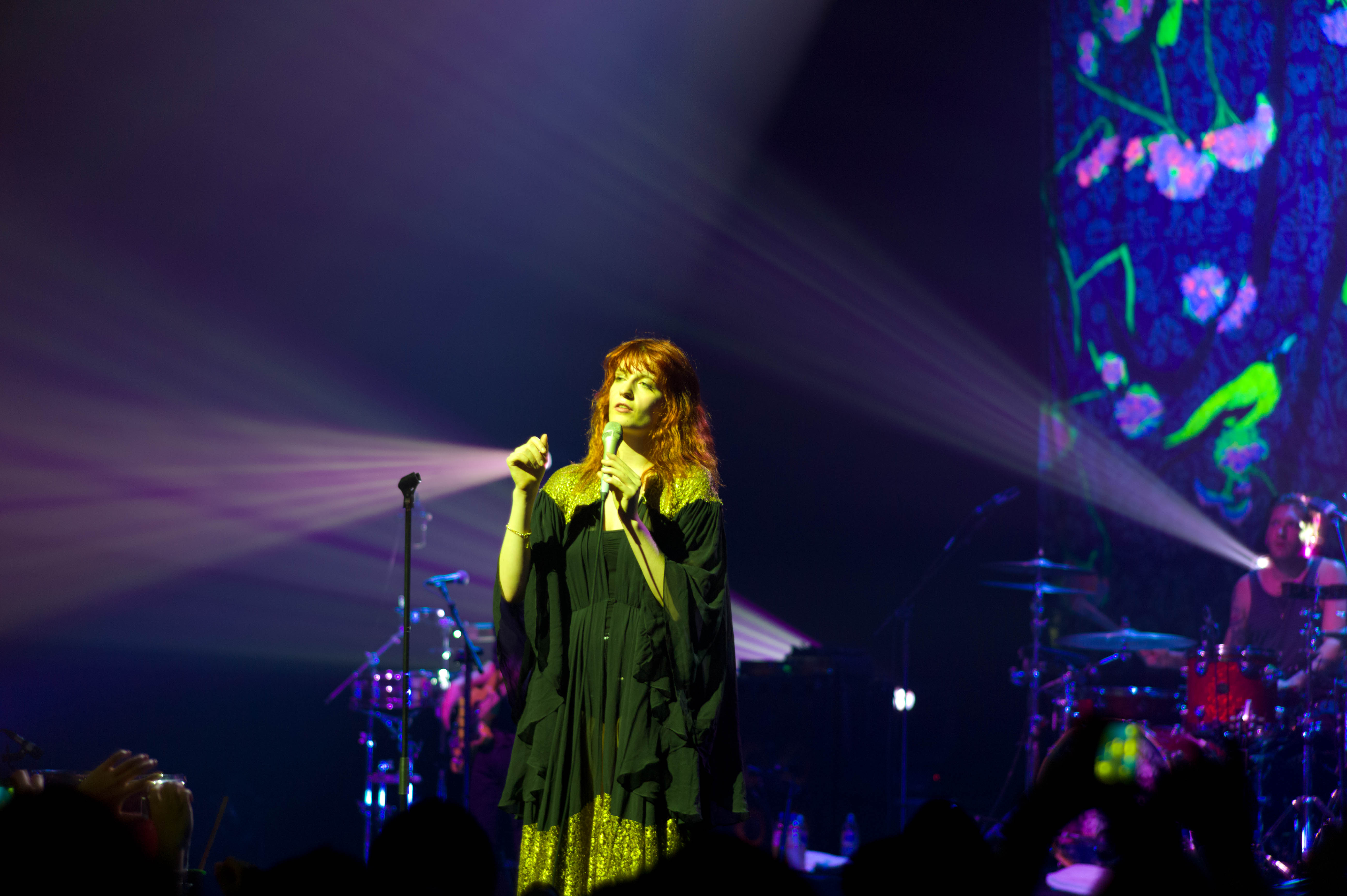
Welch en concert à Singapour en 2010.

Le 28 avril 2009, sort leur EP A Lot of Love A Lot of Blood. Leur premier album Lungs, sorti le 6 juillet de la même année, remporte d'emblée un vif succès. Il atteint rapidement la première place des charts anglais quelques semaines après sa parution. Le disque reçoit de bonnes critiques de la part de la presse spécialisée. Le 6 août 2009, l'album compte plus de 100 000 exemplaires vendus au Royaume-Uni, et devient classé deuxième pour la cinquième semaine consécutive le 10 août,. Après sa sortie le 25 juillet 2009 en téléchargement aux États-Unis, l'album atteint la 17e place du Billboard Heatseekers Albums, puis finalement la première place. L'album est publié physiquement aux États-Unis le 20 octobre par Universal Republic.
Kiss with a Fist est le premier single extrait de l'album ; il est publié le 9 juin 2008. Le morceau est utilisé pour les films Wild Child, Jennifer's Body et St. Trinian's 2: The Legend of Fritton's Gold, ainsi que pour les séries télévisées 90210, Community et Saving Grace. Le single qui suit, Dog Days Are Over, est publié le 1er décembre 2008 ; il est enregistré sans instrument dans un studio « de la taille d'un W.C. ». Le morceau est utilisé pour les séries Gossip Girl, Covert Affairs, dans la série britannique Skins et dans le trailer pour le film comique-dramatique Mange, prie, aime, avec Julia Roberts. Dog Days Are Over est aussi utilisé pour Glee dans un épisode repris par Jenna Ushkowitz et Amber Riley.
Après la sortie de Lungs, Drumming Song et une reprise du morceau You've Got the Love de The Source et Candi Staton (1986) sont publiés comme singles,.
En 2009, Florence and The Machine participe à la tournée NME Awards. Florence Welch décrit son spectacle comme « assez théâtral ». Elle emmène avec elle « autant de tenues bizarres que possible » et ne décide qu'au dernier moment de la tenue qu'elle portera. Le groupe joue en 2009 au festival de Glastonbury, aux Reading and Leeds Festivals et au festival de T in the Park,. Florence and the Machine joue dans des concerts caritatifs pour le Teenage Cancer Trust au Royal Albert Hall en mars 2009. Florence and The Machine joue aussi en première partie de Blur pour leur come-back à la MEN Arena de Manchester.
Cosmic Love est publié le 5 juillet 2010 comme sixième et dernier single extrait de Lungs, accompagné d'un clip. Le morceau est utilisé dans des séries américaines comme Grey's Anatomy, The Vampire Diaries V, Nikita et So You Think You Can Dance. Le groupe fait une apparition dans l'épisode Panic Roommate de Gossip Girl. Le 12 mai 2010, la participation de Florence and the Machine est annoncé à la bande son du film The Twilight Saga : New Moon avec le morceau Heavy in Your Arms. En 2010, le groupe se produit en France au festival de Nîmes en première partie de Mika.

### Ceremonials(2011 – 2014)

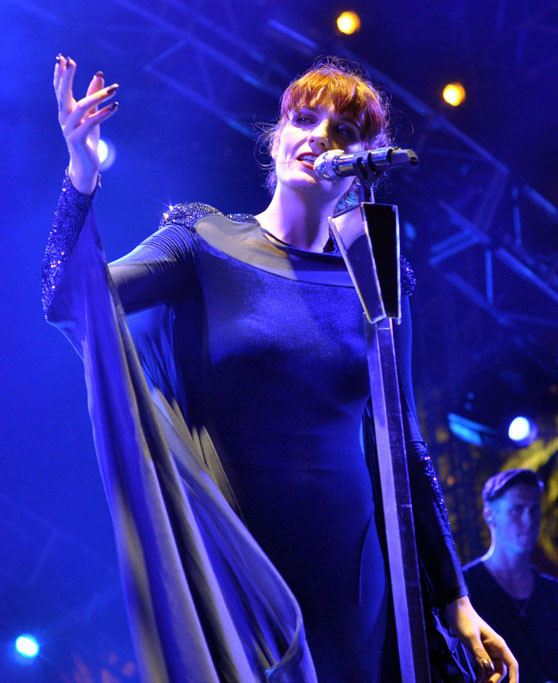
Florence and the Machine au Coachella en 2012.

Le deuxième album du groupe, intitulé Ceremonials, est annoncé durant l'été 2011 à la suite de la sortie du premier single What the Water Gave Me en août. Ceremonials paraît finalement le 31 octobre 2011. Une édition deluxe est également disponible. Les singles Shake It Out et No Light, No Light paraissent respectivement en octobre et en novembre, le premier se classant à la 79e place du Billboard Hot 100. En janvier 2012, l'album atteint la 6e place du classement américain.
L'album live MTV Unplugged, enregistré au centre Angel-Orensanz (en) de New York, est sorti le 6 avril 2012. Il reprend les chansons des deux premiers albums. En 2012 dans le cadre de son Ceremonials tour, Florence and The Machine joue au Casino de Paris le 27 mars 2012, une date rapidement complète entrainant l'ajout immédiat d'une deuxième représentation le lendemain dans cette même salle. Force est de constater que le succès parisien est au rendez-vous, le groupe annonce en mars 2012 la prolongation de leur tournée avec notamment un retour à Paris le 27 novembre 2012, mais cette fois au Zénith de Paris.

### How Big, How Blue, How Beautiful(2015 – 2016)
L'album How Big, How Blue, How Beautiful sort le 1er juin 2015 en version normale et deluxe. À cette occasion, le site Internet du groupe est entièrement remanié et une série de clips baptisée The Odyssey accompagne la sortie de l'album pour en faire la promotion. Le 25 avril 2016, le groupe sort The Odyssey sous forme de court métrage de 48 min 19 s. Celui-ci reprend l'ensemble des clips et forme un ensemble cohérent. Florence Welch explique ce court métrage de la façon suivante : « Ceci est la finalité d'un projet très personnel qui est venu d'une conversation que moi et Vince avons eu dans le Chateau Marmont il y a environ un an et demi alors que je rédigeais How Big How Blue How Beautiful. Je lui ai parlé de l'enregistrement et de l'accident de voiture d'une rupture que je vivais. Les hauts et les bas de l'amour et de la performance, comment je me sentais hors de contrôle, le purgatoire du chagrin, et comment j'ai essayé de changer et d'essayer d'être libre. Et nous avons décidé de re-raconter cette histoire dans son intégralité. Nous voulions re-déclamer cette expérience, la ré-imaginer et d'une certaine façon peut-être que j'en viendrais à la comprendre, à l'exorciser. Et donc le Big Blue Odyssey a commencé ...Merci à tous de regarder, j’espère que vous apprécierez le dernier chapitre. »
En 2015, pour accompagner la sortie de l'album How Big, How Blue, How Beautiful, le groupe part pour une tournée mondiale de plus d'un an. Le 7 décembre 2015, le groupe est nommé cinq fois aux Grammy Awards organisés en 2016.
En 2016, Florence and the Machine enregistre une reprise classique du morceau Stand by Me (1961) de Ben E. King, qui deviendra le thème du jeu vidéo Final Fantasy XV. Il est utilisé à l'événement Uncovered: Final Fantasy XV' du 30 mars 2016.
En avril 2016, le groupe sort The Odyssey, un court-métrage de Vincent Haycock et Welch qui comprend un montage de plusieurs clips issus de la période How Big, How Blue, How Beautiful.

### High as Hope(2017 – 2021)
Le 18 avril 2017, Nathan Willet, chanteur des Cold War Kids explique avoir collaboré avec Welch pour son nouvel album . Cette nouvelle est confirmée par Florence Welch le 27 mai 2017, dans un entretien avec The Daily Telegraph. Le 12 avril 2018, le groupe sort Sky Full Of Song qui est le premier extrait de leur quatrième album intitulé High as Hope . Le 3 mai 2018, sort Hunger qui est le second extrait de l'album. La date de sortie de l'album est confirmée pour le 29 juin 2018 . Le 21 juin 2018 sort le titre Big God coécrit avec Jamie XX .

### Dance Fever(2022 – 2025)

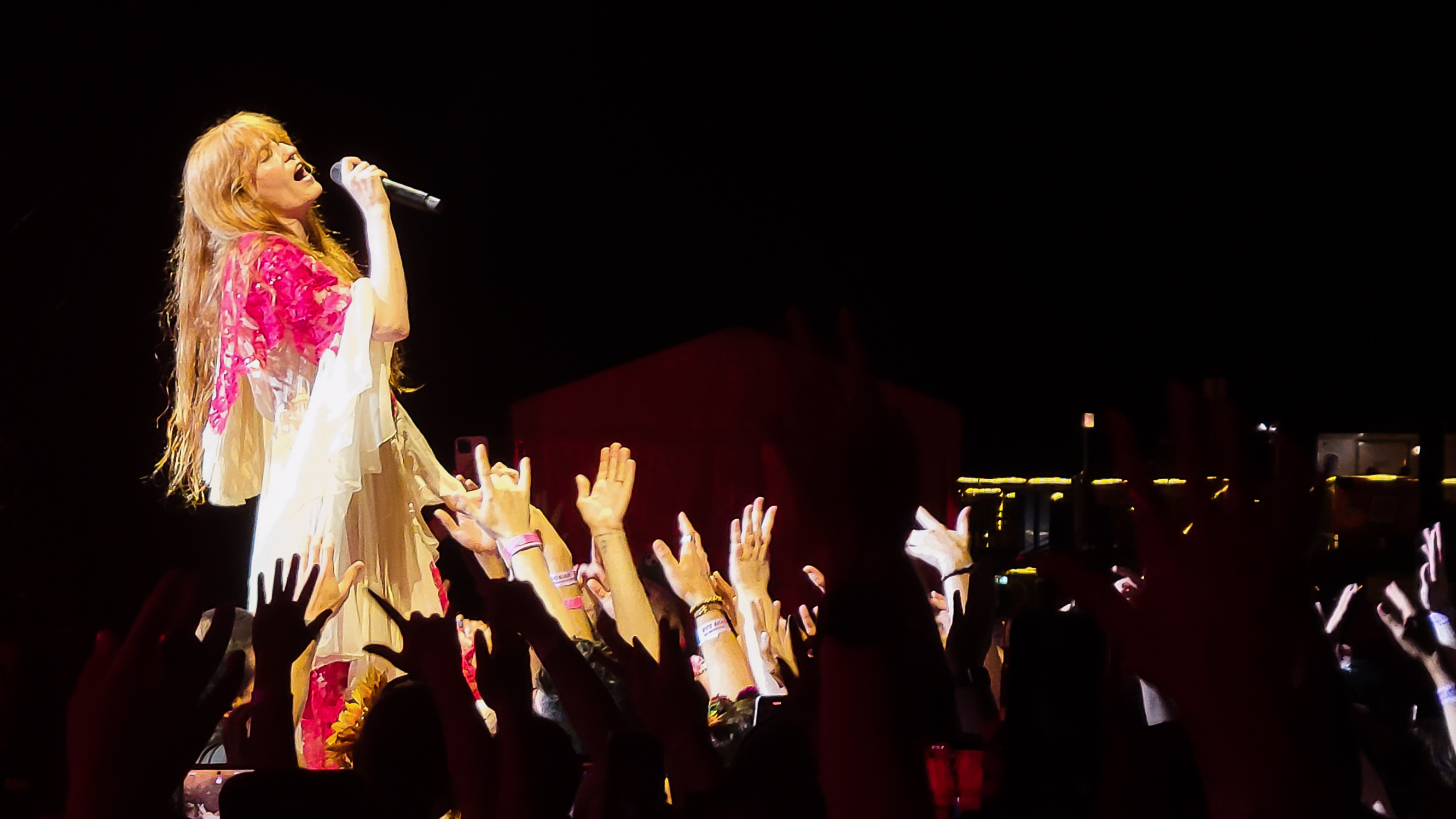
Florence and the Machine durant le concert du Dance Fever Tour à Chicago en septembre 2022.

Dance Fever, le cinquième album studio du groupe, sort le 13 mai 2022 sous le label Polydor Records. Précédé par quatre singles — King (en) (sorti le 23 février 2022), Heaven Is Here (sorti le 7 mars 2022), (sorti le 10 mars 2022), et enfin Free (en) (sorti le 21 avril 2022) —, l'album est acclamé à sa sortie par la critique, considéré comme le meilleur du groupe. Influencé par Iggy Pop et la folk des années 1970, Dance Fever puise ses thèmes et concept dans les manies dansantes de la fin du Moyen Âge, et dans plusieurs œuvres tirées des genres gothiques et d'horreur folklorique, se présentant comme un « conte de fées en 14 chansons ». Le design de l'album et les clips des quatre singles sont réalisés par Autumn de Wilde. La sortie de l'album est suivie par le Dance Fever Tour, qui début le 2 septembre 2022 à la Place Bell à Laval (Québec), et s'achève le 21 mars 2023 à la Spark Arena d'Auckland, en Nouvelle-Zélande,.

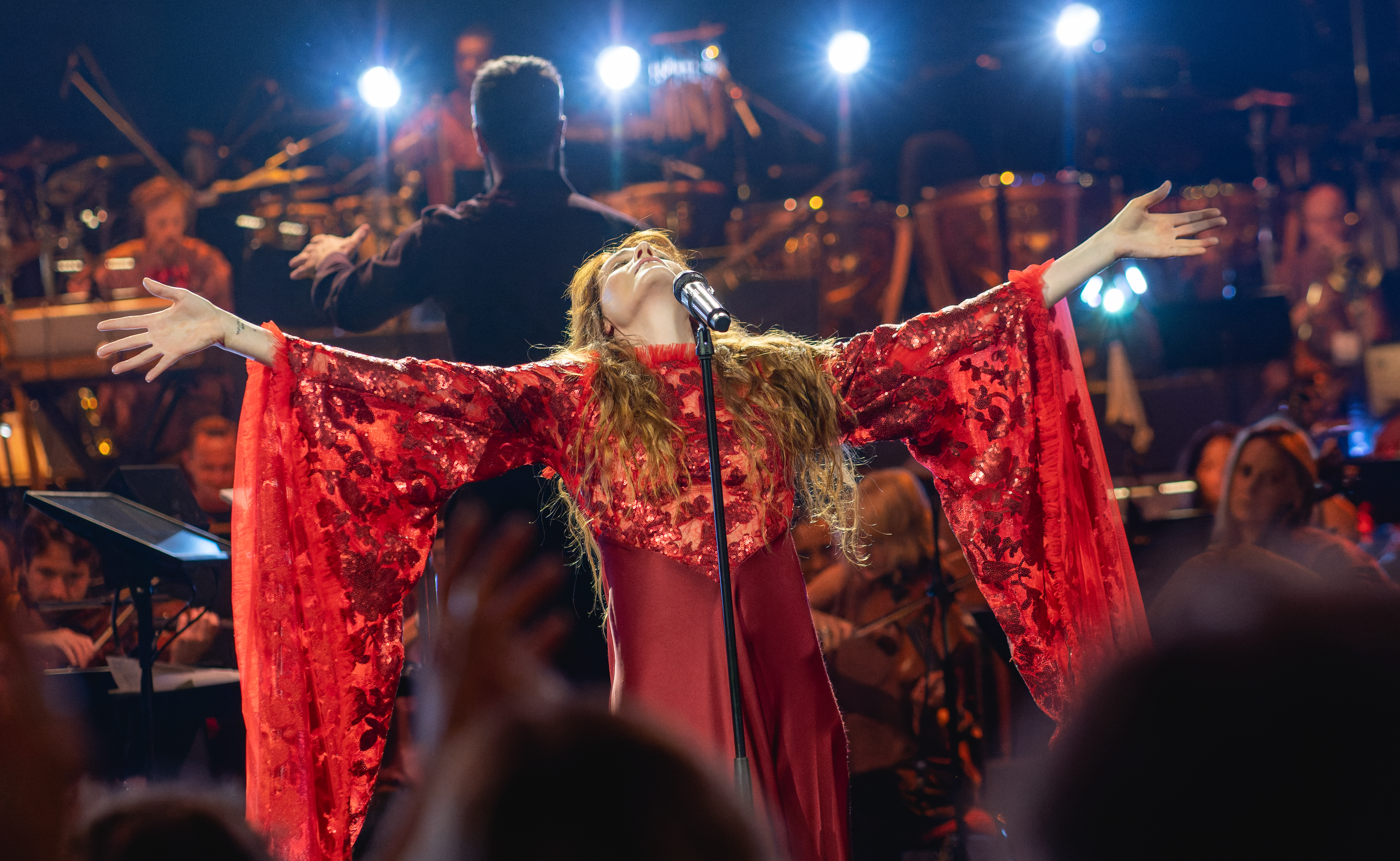
Welch lors du concert symphonique de Lungs au BBC Proms 2024.

En 2024, Welch co-écrit et co-chante avec Taylor Swift le titre Florida!!! issu de son dernier album The Tortured Poets Department. Le 11 septembre de la même année, Florence + The Machine participe au BBC Proms 2024 qui se tient au Royal Albert Hall, pour performer une réinterprétation orchestrale de l'album Lungs qui fête ses 15 ans. Pour l'occasion, Welch chante accompagnée par l'orchestre symphonique de Jules Buckley. Le concert, enregistré, est publié sur les plateformes de streaming le 24 octobre 2024 sous le titre Symphony of Lungs. Les versions CD et vinyle paraissent le 14 mars 2025,.
En 2025, le groupe collabore avec The Weeknd et Travis Scott sur la chanson Reflections Laughing issue du nouvel album de The Weeknd, Hurry Up Tomorrow.

### Everybody Scream(2025 – présent)
En août 2025, le groupe annonce sur ses réseaux sociaux la sortie de leur sixième et nouvel album, intitulé Everybody Scream, composé de 12 titres et prévu pour le 31 octobre 2025, soit le jour d'Halloween.

## Style et influences

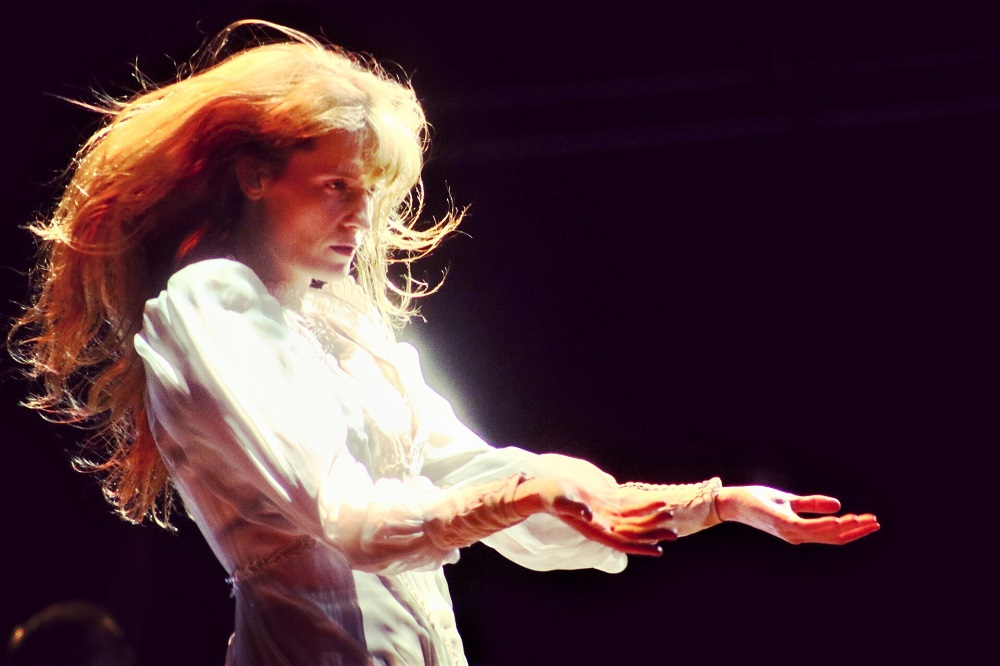
Florence Welch en 2018.

Florence Welch, leader du groupe, a été comparée à d'autres chanteuses illustres telles que Kate Bush,, Siouxsie Sioux,, PJ Harvey, Tori Amos et Björk. Au cours d'une interview pour The Standard, Welch a cité Grace Slick du groupe Jefferson Airplane comme influence et « héro », ou encore Iggy Pop.
Plus généralement, le style de Florence and the Machine est décrit comme « sombre, robuste et romantique » : leur musique se fait mélange de « soul classique et d'un art rock anglais à la minuit sur les landes ». Welch a déclaré que ses paroles et ses thématiques abordées dans leurs chansons étaient liées aux artistes de la Renaissance, telle qu'elle l'affirme pour le Los Angeles Time Magazine : « Nous avons affaire à toutes les mêmes choses qu'ils ont faites : l'amour et la mort, le temps et la douleur, le paradis et l'enfer. » Les héroïnes de l'art préraphaélite sont aussi une source d'inspiration pour les paroles du groupe, particulièrement dans leur cinquième album, Dance Fever.

Commentant son succès, Welch a déclaré :
« J'ai de la chance qu'il semble y avoir un renouveau massif chez les interprètes féminines. Mes icônes ont toujours été des femmes comme Kate Bush, Stevie Nicks et Siouxsie Sioux. Qui ne serait pas fier de porter sur cette tradition ? »
Le style musical du groupe a été décrit comme du rock indépendant,,, de l'indie pop, de la pop baroque,,, de l'art rock, de l'art pop, de la neo soul, de la musique folk, et du rock gothique.

## Apparitions
Le groupe collabore à la composition de bandes originales pour plusieurs films. On peut citer Breath of Life pour le film Blanche-Neige et le Chasseur de Rupert Sanders, Over the Love pour le film Gatsby le Magnifique de Baz Luhrmann ou Wish That You Where Here pour le film Miss Peregrine et les Enfants particuliers  de Tim Burton. Elle chante aussi la chanson Jenny the Oldstones pour la huitième saison de Game of Thrones en 2019, et le titre Call Me Cruella pour le film Cruella de Craig Gillespie.
Les musiques du groupe sont régulièrement reprises dans les séries et les publicités. En 2011, la chanson I'm Not Calling You a Liar est reprise dans les crédits du jeu vidéo Dragon Age 2. En 2011, la chanson No Light, No Light est utilisée dans la bande-annonce de Noël éditée par la BBC... En 2013 la chanson est reprise par une chorale d'enfants pour la campagne de publicité Coca-Cola Des raisons d’y croire. 
De nombreux autres singles du groupe ont été réutilisés au fil du temps :
- Kiss With A Fist : 90210 Beverly Hills: Nouvelle Génération (épisode 9 de la saison 1), Cougar Town (épisode 3 de la saison 1), St. Trinian's 2 : The Legend of Fritton's Gold (bande originale), Jennifer's Body (bande originale), Wild Child (bande originale).
- You've Got the Love[N 1] : Misfits (épisode 1 de la saison 1), Gossip Girl (épisode 10 de la saison 6), Youth (Paolo Sorrentino, 2015).
- Dog Days Are Over : Skins (épisode 8 de la saison 3), Mercy Hospital (épisode 4 de la saison 1), Gossip Girl (épisode 14 de la saison 3), Glee (épisode 9 de la saison 2), Mange, prie, aime (bande annonce), La Chance de ma vie, Les Gardiens de la galaxie Vol. 3, Docteure Doogie (2023).
- Heavy in Your Arms : Twilight, chapitre III : Hésitation (bande originale).
- Cosmic Love : Grey's Anatomy (épisode 11 de la saison 6), Nikita (épisode 17 de la saison 1), Gossip Girl (épisode 14 de la saison 4, elle y apparait en concert lors d'une réception), Vampire Diaries (épisode 11 de la saison 1 et vidéo promotionnelle de la saison 2).
- Blinding : Veronika décide de mourir.
- Heartlines : Gossip Girl (épisode 10 de la saison 5).
- No Light, No Light : Les Frères Scott (épisode 5 de la saison 9), The Secret Circle (épisode 16 de la saison 1), Les Experts : Miami (épisode 16 de la saison 10), Warehouse 13 (épisode 20 de la saison 4).
- Leave My Body : Les Frères Scott (épisode 10 de la saison 9).
- Shake It Out : How I Met Your Mother (épisode 17 de la saison 7), Glee (épisode 18 de la saison 3, reprise), Smash (épisode 6 de la saison 1), Degrassi : La Nouvelle Génération (épisode 20 de la saison 12).
- Seven Devils : Agatha All Along (bande annonce), Game of Thrones (bande annonce), Revenge (épisode 22 de la saison 1), Sublimes Créatures (bande annonce).
- Never Let Me Go : Les Frères Scott (épisode 11 de la saison 9), Vampire Diaries (épisode 19 de la saison 3), Beauty and the Beast (épisode 1 de la saison 1), Nikita (épisode 2 de la saison 3), Les Experts: Manhattan (épisode 9 de la saison 8).
- Breath of Life : Blanche-Neige et le Chasseur (bande originale), Unforgettable (promotion sur TF1), Crossing Lines (promotion sur TF1).
- Over the Love : Gatsby le Magnifique (bande originale).
- What Kind of Man : Quantico (épisode 6 de la saison 1).
- Delilah : Quantico (épisode 6 de la saison 1).
- Stand By Me : Final Fantasy XV[97], Ma vie avec John F. Donovan.
- Too Much Is Never Enough : Final Fantasy XV[97].
- I Will Be : Final Fantasy XV[97].
- Wish That You Where Here : Miss Peregrine et les Enfants particuliers[94].
- Jenny of Oldstones : Game of Thrones (épisode 2 de la saison 8).
- Call me Cruella : Cruella (bande-originale)[96].
- King : Lidia fait sa loi (épisode 6 de la saison 1).
- Free : Shrinking (épisode 10 de la saison 1).

## Autres médias

### Mode
Par son look rétro extravagant Florence Welch influence le monde de la mode. Ses styles vestimentaires sont une inspiration pour le monde de la mode et sont régulièrement repris dans les magazines people.
En février 2016, Florence Welch devient l'égérie de la maison Gucci pour leur gamme en joaillerie et en horlogerie.

### Littérature
Florence Welch, qui possède depuis de nombreuses années son propre groupe de lecture baptisé Between Two Books, sort le 5 juillet 2018 un livre de poèmes, dessins et paroles de chansons intitulé Useless Magic, aux éditions Penguin Books.

## Accueil critique
En 2009, en plus des louanges de la BBC, le groupe est soutenu par le magazine NME qui les invite à leur Shockwaves NME Awards Tour, une tournée qui a lieu tous les ans. Florence and the Machine assurent ensuite la première partie des White Lies et des Friendly Fires. Florence apparaît en couverture de la section The Guide du journal The Guardian. Elle reçoit ensuite un Critics' Choice Award lors des Brit Awards 2009. Cette catégorie récompense les nouveaux talents et est décernée par un panel d'experts de l'industrie du disque. La chanteuse Adele se voit attribuer la récompense en 2008 et a ensuite vendu 1,2 million de copies de son album. Lors du sondage Sound of 2009 organisé par la BBC, Florence and the Machine arrive en troisième position.
En décembre 2011, No Light, No Light est élu « Song of the year » (chanson de l'année) par l'hebdomadaire américain Time magazine qui a également attribué la deuxième place de l'album de l'année à Ceremonials.

## Distinctions
- Vainqueur du BRIT Award 2009 dans la catégorie Critics' Choice[12].
- Troisième du Sound of 2009, un sondage organisé par la BBC au cours duquel un groupe de professionnels issus de tous les secteurs du monde de la musique votent pour le son qui va faire l'année 2009[101].
- Florence and the Machine a remporté un MTV Video Music Award pour la meilleure direction artistique pour son clip Dog Days Are Over en septembre 2010.
- Florence and the Machine a remporté deux NME awards pour la meilleure chanson avec Shake It Out et pour la meilleure chanteuse solo en février 2012.

## Membres

### Membres actuels
- Florence « Robot » Welch - chant, percussions (depuis 2007)
- Isabella « Machine » Summers - claviers, chœurs (depuis 2007)
- Robert Ackroyd - guitare solo (depuis 2007)
- Tom Monger - harpe, xylophone, basse, chœurs (depuis 2007)
- Cyrus Bayandor – basse (depuis 2018)
- Aku Orraca-Tetteh – percussions, chœurs (depuis 2018)
- Dionne Douglas – violon, chœurs (depuis 2018)
- Hazel Mills – claviers, chœurs (depuis 2018)
- Loren Humphrey – batterie (depuis 2018)

### Anciens membres
- Christopher Lloyd Hayden - batterie, percussions (2007–2018)
- Mark Saunders - basse, percussions, chœurs (2009–2018)
- Rusty Bradshaw - guitare rythmique, claviers, chœurs (2011–2018)

## Discographie

### Singles
- Kiss With A Fist (9 juin 2008) #51 du UK Singles Chart
- Dog Days Are Over (1er décembre 2008) #89 du UK Singles Chart
- You've Got The Love (5 janvier 2009) #158 du UK Singles Chart
- Rabbit Heart (Raise It Up) (22 juin 2009)
- Cosmic Love (5 juillet 2010)
- What The Water Gave Me (23 août 2011)
- Shake It Out (2 octobre 2011) #79 du Billboard Hot 100
- No Light, No Light (18 novembre 2011)
- Never Let Me Go (7 mars 2012)
- Breath Of Life (14 mai 2012)
- Spectrum (8 juin 2012)
- Lover To Lover (4 décembre 2012)
- I Come Apart (13 janvier 2013)
- Over The Love (19 avril 2013)
- What Kind Of Man (12 février 2015)
- Ship To Wreck (9 avril 2015)
- Wish That You Were Here(2016)
- Sky Full Of Song (12 avril 2018)
- Hunger (3 mai 2018)
- Big God (21 juin 2018)
- King (24 février 2022)

### Comédie musicale
- 2021 : Gatsby le Magnifique parole et musique[103].